# Атлетика на Летњим олимпијским играма 2012 — 110 метара препоне
Трка на 110 метара са препонама за мушкарце, је једна од 47 дисциплина атлетског програма на Летњим олимпијским играма 2012. у Лондону, Уједињено Краљевство. Такмичење је одржано 7. и 8. августа на Олимпијском стадиону. 

## Учесници
У трци на 110 метара са препонама уествовала су 53 такмичара из 33 земље. Од тога 38 такмичара из 19 земаља истрчало је А квалификациону норму од 13,52 секунде, а Б норму која је износила 13,60 секунди 10 такмичара из исто толико земаља. Специјалну позивницу добила су 4 атлетичара по један из Либана, Хондураса, Сенегала и Мадагаскара
| #  | Бр. | Земља                     | Такмичари                                         |
| -- | --- | ------------------------- | ------------------------------------------------- |
| 1  | 3   | Барбадос                  | Рајан Бретвајт Шон Бретвајт Грегмар Свифт         |
| 2  | 3   | Кина                      | Љу Сјанг Ши Донгпенг Xie Wenjun                   |
| 3  | 3   | Француска                 | Гарфилд Даријен Димитри Баску Ladji Doucouré      |
| 4  | 3   | Немачка                   | Ерик Балнувајт Матијас Биххлер Александер Јохн    |
| 5  | 3   | Уједињено Краљевство      | Andrew Pozzi Лоренс Кларк Енди Тарнер             |
| 6  | 3   | Јамајка                   | Хансл Парчмент Ендру Рајли Ричард Филипс          |
| 7  | 3   | Русија                    | Сергеј Шубенков Константин Шабалов Алексеј Дремин |
| 8  | 3   | Сједињене Америчке Државе | Аријес Мерит Џејсон Ричардсон Џеф Портер          |
| 9  | 2   | Куба                      | Орландо Ортега Дајрон Роблес                      |
| 10 | 2   | Мађарска                  | Данијел Киш Балаш Баји                            |
| 11 | 2   | Порторико                 | Хектор Кото Enrique Llanos                        |
| 12 | 2   | Тринидад и Тобаго         | Микел Томас Вејн Дејвис                           |
| 13 | 1   | Белгија                   | Адријен Дегелт                                    |
| 14 | 1   | Кајманска Острва          | Роналд Форбс                                      |
| 15 | 1   | Колумбија                 | Пауло Виљар                                       |
| 16 | 1   | Грчка                     | Констадинос Дувалидис                             |
| 17 | 1   | Италија                   | Емануеле Абате                                    |
| 18 | 1   | Холандија                 | Gregory Sedoc                                     |
| 19 | 1   | Пољска                    | Артур Нога                                        |

| #  | Бр. | Земља                  | Такмичари             |
| -- | --- | ---------------------- | --------------------- |
| 20 | 1   | Бахаме                 | Shamar Sands          |
| 21 | 1   | Белорусија             | Максим Линша          |
| 22 | 1   | Грузија                | Давид Иларијани       |
| 23 | 1   | Хаити                  | Jeffrey Julmis        |
| 24 | 1   | Иран                   | Rouhollah Askari      |
| 25 | 1   | Кувајт                 | Fawaz Al-Shammari     |
| 26 | 1   | Нигерија               | Selim Nurudeen        |
| 27 | 1   | Португалија            | Жоао Карлос Алдемаида |
| 28 | 1   | Јужноафричка Република | Lehann Fourie         |
| 29 | 1   | Шпанија                | Jackson Quiñónez      |

| #  | Бр. | Земља      | Такмичари          |
| -- | --- | ---------- | ------------------ |
| 30 | 1   | Хондурас   | Ronald Bennett     |
| 31 | 1   | Либан      | Aхмад Хазер        |
| 32 | 1   | Мадагаскар | Али Каме           |
| 33 | 1   | Сенегал    | [[Moussa Dembele]] |

## Систем такмичења
Такмичење у овој дисциплини се одржавало два дана. Првог дана у квалификацијама су учествовали сви такмичари који су постигли квалификационе норме. Такмичари су били подељени у шест група из којих су се по тројица првопласираних и шесторица по постигнутом резултату (укупно 24) пласирали у полуфинале. Другог дана у полуфиналу такмичари су подељени у три групе из који су се по двојица првопласираних и двојица по постигнутом резултату пласирали у финале, које је одржано истог дана.

## Рекорди пре почетка такмичења
| Светски рекорд          | 12,87 | Дајрон Роблес · Куба | Острава, Чешка | 12. јун 2008.    |
| Олимпијски рекорд       | 12,91 | Љу Сјанг · Кина      | Атина, Грчка   | 27. август 2004. |
| Најбољи резултат сезоне | 12,93 | Аријес Мерит · САД   | Јуџин, САД     | 30. јун 2012     |
| Најбољи резултат сезоне | 12,93 | Аријес Мерит · САД   | Лондон, УК     | 13. јул 2012     |
| Најбољи резултат сезоне | 12,93 | Аријес Мерит · САД   | Монако,        | 20. јул 2012     |

## Нови рекорди после завршетка такмичења
| Најбољи резултат сезоне | 12,92 | Аријес Мерит · САД | Лондон, УК | 8. август 2012. |

### Најбољи резултати у 2012. години
Десет најбољих такмичара у трчању на 110 метара са препонама 2012. године пре првенства (19. јула 2012), имали су следећи пласман.
| 1.  | Аријес Мерит САД          | 12,93 | 30. јун |
| 2.  | Љу Сјанг Кина             | 12,97 | 19. мај |
| 3.  | Џејсон Ричардсон САД      | 12,98 | 30. јун |
| 4.  | Џеф Портер САД            | 13,08 | 30. јун |
| 5.  | Орландо Ортега Куба       | 13,09 | 27. мај |
| 6.  | Сергеј Шубенков Русија    | 13,09 | 1. јул  |
| 7.  | Дејвид Оливер САД         | 13,13 | 19. мај |
| 8.  | Декстер Фолк САД          | 13,13 | 25. мај |
| 9.  | Антван Хикс САД           | 13,14 | 7. јун  |
| 10. | Гарфилд Даријен Француска | 13,15 | 1. јул  |

Такмичари чија су имена подебљана учествују на ЛОИ.

## Сатница
| Сатум                  | Време       | Ниво              |
| ---------------------- | ----------- | ----------------- |
| Уторак 7. август, 2012 | 10:10       | Квалификакије     |
| Среда, 8. август 2012  | 19:15 21:15 | Полуфинале Финале |

## Освајачи медаља
|                                                 |                                                     |                                 |
| Аријес Мерит · Сједињене Америчке Државе, 12,92 | Џејсон Ричардсон · Сједињене Америчке Државе, 13,04 | Хансл Парчмент · Јамајка, 13,12 |

## Резултати

### Квалификације
Такмичари су били подељени у 6 група (5 је било са 9 такмичара и једна са 8). У полуфинале су се квалификовала по тројица најбољих из сваке групе (КВ) и шест према постигнутом резултату (кв).. У полуфиналу 24 атлетичара су била подељена у три групе а за финале су се пласирали по двојица првопласираних из сваке групе (КВ) и двојица према постигнутом резултату. (кв)
| Место | Група | Атлетичар             | Земља                     | Ретзултат         | Белешка           |
| ----- | ----- | --------------------- | ------------------------- | ----------------- | ----------------- |
| 1     | 5     | Аријес Мерит          | Сједињене Америчке Државе | 13,07             | КВ                |
| 2     | 5     | Рајан Бретвајт        | Барбадос                  | 13,23             | КВ, ЛРС           |
| 3     | 1     | Сергеј Шубенков       | Русија                    | 13,26             | КВ                |
| 4     | 3     | Орландо Ортега        | Куба                      | 13,26             | КВ                |
| 5     | 3     | Хансл Парчмент        | Јамајка                   | 13,32             | КВ                |
| 6     | 2     | Џејсон Ричардсон      | Сједињене Америчке Државе | 13,33             | КВ                |
| 7     | 4     | Дајрон Роблес         | Куба                      | 13.33             | КВ                |
| 8     | 1     | Констадинос Дувалидис | Грчка                     | 13,40             | 'КВ               |
| 9     | 2     | Лоренс Кларк          | Уједињено Краљевство      | 13,42             | КВ                |
| 10    | 6     | Енди Тарнер           | Уједињено Краљевство      | 13,42             | КВ                |
| 11    | 5     | Сје Венђин            | Кина                      | 13,43             | КВ                |
| 12    | 5     | Емануеле Абате        | Италија                   | 13,46             | кв                |
| 13    | 2     | Максим Линша          | Белорусија                | 13,47             | КВ, ЛРС           |
| 14    | 5     | Ричард Филипс         | Јамајка                   | 13,47             | кв                |
| 15    | 4     | Lehann Fourie         | Јужноафричка Република    | 13,49             | КВ, ЛРС           |
| 16    | 6     | Selim Nurudeen        | Нигерија                  | 13,51             | КВ, ЛР            |
| 17    | 1     | Адријен Дегелт        | Белгија                   | 13,52             | КВ                |
| 18    | 2     | Вејн Дејвис           | Тринидад и Тобаго         | 13,52             | кв                |
| 19    | 6     | Gregory Sedoc         | Холандија                 | 13,52             | КВ                |
| 20    | 4     | Џеф Портер            | Сједињене Америчке Државе | 13,53             | КВ                |
| 21    | 1     | Гарфилд Даријен       | Француска                 | 13,54             | кв                |
| 22    | 1     | Пауло Виљар           | Колумбија                 | 13,55             | кв, ЛРС           |
| 23    | 4     | Димитри Баску         | Француска                 | 13,57             | кв                |
| 24    | 2     | Ендру Рајли           | Јамајка                   | 13,59             |                   |
| 25    | 4     | Грегмар Свифт         | Барбадос                  | 13,62             |                   |
| 26    | 5     | Данијел Киш           | Мађарска                  | 13,62             |                   |
| 27    | 3     | Константин Шабанов    | Русија                    | 13,63             | КВ                |
| 28    | 3     | Ладжи Дукуре          | Француска                 | 13,67             |                   |
| 29    | 4     | Александер Јохн       | Немачка                   | 13,67             |                   |
| 30    | 1     | Матијас Бихлер        | Немачка                   | 13,68             |                   |
| 31    | 2     | Жоао Карлос Алдемаида | Португалија               | 13,69             |                   |
| 32    | 3     | Микел Томас           | Тринидад и Тобаго         | 13,74             |                   |
| 33    | 5     | Алексеј Дремин        | Русија                    | 13,75             | ЛРС               |
| 34    | 6     | Балаш Баји            | Мађарска                  | 13,76             |                   |
| 35    | 6     | Jackson Quiñónez      | Шпанија                   | 13,76             | ЛРС               |
| 36    | 3     | Ерик Балунвајт        | Немачка                   | 13,77             |                   |
| 37    | 1     | Ши Донгпенг           | Кина                      | 13,78             |                   |
| 38    | 5     | Jeffrey Julmis        | Хаити                     | 13,87             |                   |
| 39    | 1     | Давид Иларијани       | Грузија                   | 13,90             |                   |
| 40    | 2     | Rouhollah Askari      | Иран                      | 13,97             |                   |
| 41    | 4     | Fawaz Al-Shammari     | Кувајт                    | 14,00             |                   |
| 42    | 4     | Хектор Кото           | Порторико                 | 14,08             |                   |
| 43    | 2     | Роналд Форбс          | Кајманска Острва          | 14,21             |                   |
| 44    | 5     | Ronald Bennett        | Хондурас                  | 14,45             |                   |
| 45    | 4     | Aхмад Хазер           | Либан                     | 14,82             |                   |
| -     | 2     | Enrique Llanos        | Порторико                 | Није завршио трку | Није завршио трку |
| —     | 3     | Andrew Pozzi          | Уједињено Краљевство      | Није завршио трку | Није завршио трку |
| —     | 6     | Шон Бретвајт          | Барбадос                  | Није завршио трку | Није завршио трку |
| —     | 6     | Љу Сјанг              | Кина                      | Није завршио трку | Није завршио трку |
| —     | 6     | Артур Нога            | Пољска                    | Није завршио трку | Није завршио трку |
| —     | 3     | Shamar Sands          | Бахаме                    | Дисквалификован   | Дисквалификован   |
| —     | 3     | Али Каме              | Мадагаскар                | Дисквалификован   | Дисквалификован   |
| —     | 6     | Moussa Dembele        | Сенегал                   | Дисквалификован   | Дисквалификован   |

### Полуфинале
У полуфиналу 24. атлетичара су била подељена у три групе а за финале су се пласирали по двојица првопласираних из сваке групе (КВ) и двојица према постигнутом резултату. 
| Место | Група | Атлетичар             | Земља                     | Ретзултат         | Белешка           |
| ----- | ----- | --------------------- | ------------------------- | ----------------- | ----------------- |
| 1     | 2     | Аријес Мерит          | Сједињене Америчке Државе | 12,94             | КВ                |
| 2     | 3     | Дајрон Роблес         | Куба                      | 13,10             | КВ, ЛРС           |
| 3     | 1     | Џејсон Ричардсон      | Сједињене Америчке Државе | 13,13             | КВ                |
| 4     | 3     | Хансл Парчмент        | Јамајка                   | 13,14             | КВ, НР            |
| 5     | 2     | Рајан Бретвајт        | Барбадос                  | 13,23             | КВ, ЛРС           |
| 6     | 1     | Орландо Ортега        | Куба                      | 13,26             | КВ                |
| 7     | 3     | Lehann Fourie         | Јужноафричка Република    | 13,28             | кв, ЛР            |
| 8     | 1     | Лоренс Кларк          | Уједињено Краљевство      | 13,31             | кв, ЛР            |
| 9     | 2     | Сје Венђуен           | Кина                      | 13,34             | ЛР                |
| 10    | 3     | Емануеле Абате        | Италија                   | 13,35             |                   |
| 11    | 3     | Џеф Портер            | Сједињене Америчке Државе | 13,41             |                   |
| 12    | 3     | Сергеј Шубенков       | Русија                    | 13,41             |                   |
| 13    | 1     | Адријен Дегелт        | Белгија                   | 13,42             | ЛР                |
| 13    | 2     | Енди Тарнер           | Уједињено Краљевство      | 13,42             |                   |
| 15    | 3     | Максим Линша          | Белорусија                | 13,45             | ЛР                |
| 16    | 1     | Гарфилд Даријен       | Француска                 | 13,48             |                   |
| 17    | 1     | Wayne Davis           | Тринидад и Тобаго         | 13,49             |                   |
| 18    | 2     | Selim Nurudeen        | Нигерија                  | 13,55             |                   |
| 19    | 2     | Димитри Баску         | Француска                 | 13,55             |                   |
| 20    | 2     | Пауло Виљар           | Колумбија                 | 13,63             |                   |
| 21    | 2     | Константин Шабанов    | Русија                    | 13,65             |                   |
| 22    | 3     | Ladji Doucouré        | Француска                 | 13,74             |                   |
| 23    | 1     | Констадинос Дувалидис | Грчка                     | 13,77             |                   |
| -     | 2     | Ричард Филипс         | Јамајка                   | Није завршио трку | Није завршио трку |
| -     | 1     | Gregory Sedoc         | Холандија                 | Није завршио трку | Није завршио трку |

### Финале
| Место | Атлетичар        | Земља                     | Ретзултат       | Белешка         |
| ----- | ---------------- | ------------------------- | --------------- | --------------- |
|       | Аријес Мерит     | Сједињене Америчке Државе | 12,92           | ЛР, СРС         |
|       | Џејсон Ричардсон | Сједињене Америчке Државе | 13,04           |                 |
|       | Хансл Парчмент   | Јамајка                   | 13,9            | НР              |
| 4     | Лоренс Кларк     | Уједињено Краљевство      | 13,39           |                 |
| 5     | Рајан Бретвајт   | Барбадос                  | 13,40           |                 |
| 6     | Орландо Ортега   | Куба                      | 13,43           |                 |
| 7     | Lehann Fourie    | Јужноафричка Република    | 13,53           |                 |
| —     | Дајрон Роблес    | Куба                      | Дисквалификован | Дисквалификован |